# Barbara Petzold
Barbara Petzold (8 agosto 1955) è un'ex fondista tedesca.

## Palmarès

### Olimpiadi
- 3 medaglie:
  - 2 ori (Lake Placid 1980 nella 10 km; Lake Placid 1980 nella staffetta 4x5 km)
  - 1 bronzo (Innsbruck 1976 nella staffetta 4x5 km)

### Mondiali
- 4 medaglie:
  - 3 argenti (Falun 1974 nella 10 km; Falun 1974 nella staffetta 4x5 km; Lahti 1978 nella staffetta 4x5 km)
  - 1 bronzo (Oslo 1982 nella staffetta 4x5 km)